# Trjapitsjnyj sojuz
Trjapitsjnyj sojuz (russisk: Тряпичный союз) er en russisk spillefilm fra 2015 af Mikhail Mestetskij.

## Medvirkende
- Vasilij Butkevitj som Vanja
- Aleksandr Pal som Popov
- Ivan Jankovskij som Andrej
- Pavel Tjinarjov som Pjotr
- Anastasija Pronina som Sasja